# Legge delle proporzioni definite
La legge delle proporzioni definite è una legge ponderale, enunciata da Joseph Louis Proust nel 1799, è una legge che regola la formazione dei composti chimici a partire dagli elementi che li compongono. Essa recita:
"quando due o più elementi chimici reagiscono per formare un determinato composto, si combinano sempre secondo proporzioni in massa definite e costanti".
Ad esempio il carbonato di rame, qualunque fosse la sua origine (naturale o preparato in laboratorio), contiene rame, carbonio e ossigeno sempre nelle stesse proporzioni.
Secondo Proust, "...un composto è un prodotto privilegiato al quale la natura ha dato una composizione costante" (composto stechiometrico).
Esistono però delle eccezioni costituite dai cosiddetti composti non stechiometrici.

## Fondamenti storici
Nel 1799 il chimico francese Joseph Luis Proust, rifugiatosi in Spagna durante la Rivoluzione Francese, notò che la composizione della pirite, un minerale molto abbondante in quel paese, era sempre la stessa indipendentemente dal luogo di provenienza.
In particolare, trovò che la pirite conteneva ferro e zolfo (disolfuro di ferro FeS2) e che questi due elementi erano presenti secondo un rapporto fisso e costante: per ogni grammo di ferro erano sempre presenti 1,14 grammi di zolfo (0,57 g nel caso del solfuro di ferro FeS).
Tale composizione era rispettata anche dalla pirite da lui ottenuta in laboratorio.
Proust estese i suoi studi anche ad altri minerali e constatò che tale regolarità di comportamento nei rapporti di combinazione era comune anche agli altri minerali.